# Fritz Ruchay
Fritz Ruchay (Biała Piska, 12 dicembre 1909 – 6 settembre 2000) è stato un calciatore tedesco, di ruolo centrocampista.